# Post Traumatic (EP)
Post Traumatic — en español: Post-traumático — es el primer EP de Mike Shinoda, vocalista, teclista y guitarrista de la banda estadounidense de rock Linkin Park. Este EP, marco su primer lanzamiento en solitario, fue lanzado el 25 de enero de 2018 por Warner Bros., Machine Shop.

## Antecedentes
Post Traumatic fue lanzado unos seis meses después de la muerte de Chester Bennington y contiene tres canciones compuestas por Mike Shinoda como una forma de lidiar con la pérdida de su amigo y expresar todo lo que había estado pasando durante este período. En una nota de lanzamiento, escribió:

Los últimos seis meses han sido una montaña rusa. En medio del caos, comencé a sentir una intensa gratitud por sus tributos y mensajes de apoyo, por la carrera que me permitió tener y por la simple oportunidad de crear.
Hoy, comparto tres canciones que escribí y produje, con imágenes que filmé, pinté y edité yo mismo. En esencia, el duelo es una experiencia personal e íntima. Como tal, este no es Linkin Park, ni es Fort Minor, soy solo yo.

El arte siempre ha sido el lugar adonde voy cuando necesito analizar la complejidad y la confusión del camino que tengo por delante. No sé hacia dónde va este camino, pero estoy agradecido de poder compartirlo contigo.

Las tres canciones del EP han recibido videos musicales oficiales.

## Lista de canciones
Todas las canciones escritas y compuestas por Mike Shinoda. 
| N.º  | Título               | Duración |  |
| 1.   | «Place to Start»     | 2:13     |  |
| 2.   | «Over Again»         | 3:50     |  |
| 3.   | «Watching As I Fall» | 3:31     |  |
| 9:34 |                      |          |  |

## Personal
- Mike Shinoda - voz, composición, obras de arte, producción, mezcla en "Place to Start"
- Rob Bourdon - percusión en "Place to Start"
- Manny Marroquin - mezcla en las pistas 2 y 3
- Michelle Mancini - masterización